# فاز پرتاب و مدار نخستین
در کاربری فضاپیما، فاز پرتاب و مدار نخستین، یکی از بحرانی‌ترین فازهای ماموریت فضایی است. مهندسان کاربری فضاپیما، ماهواره را پس از جدایش از وسیله پرتاب تا هنگامی که ماهواره به درستی در مدار درست خود قرار بگیرد کنترل می‌کنند.
در این هنگام، کارمندان بخش کنترل عملیات، ۲۴ ساعته برای بکارگیری، نظارت، و کنترل سامانه‌های درون ماهواره، کار می‌کنند. این کارها، بکاراندازی هرگونه دستگاه فرعی ماهواره (آنتن، پانل خورشیدی، بازتابنده (آنتن)، و مانند آنها)، رساندن ماهواره به مدار بحرانی، و مانورهای تنظیم حالت هستند.
برای ماهواره زمین‌آهنگ، وسیله پرتاب، معمولاً فضاپیما را تا مدار زمین‌ثابت انتقال، با خود می‌برد. از این مدار بیضوی، فاز پرتاب و مدار نخستین، عموماً شامل بخشی از روشن‌کردن موتور نقطه اوج مایع برای رسیدن به مدار زمین‌ثابت دایره‌ای می‌شود.